# Lourdesgrot (Luttenberg)
De Lourdesgrot van Luttenberg is een Lourdesgrot in het Overijsselse dorp Luttenberg in de gemeente Raalte. Het bouwwerk staat sinds 1915 op een driesprong centraal in het van oudsher rooms-katholieke dorp. Het is de enige openbare Mariagrot in Salland.

## Bouw
Ter gelegenheid van het 25-jarig priesterfeest van pastoor Petrus Butzelaar werd in 1914 door parochianen begonnen met de bouw van de grot aan het kort daarvoor ook door hen aangelegde speciale processiepad. In september 1915 kon de plaats van devotie met een speciale preek geopend worden.

## Geschiedenis
Bij de grot werd Maria vereerd en hij was het middelpunt van een jaarlijkse processie. Door de jaren heen ontstond in Luttenberg bovendien de gewoonte om gedurende de zomermaanden door de dorpelingen gezamenlijk bij de grot avondgebeden te bidden. In de tweede helft van de jaren 1940 werd de grot de plaats van gezamenlijke smeekbeden voor de behouden terugkomst van twintig jonge Luttenbergse dienstplichtigen. Ze waren naar Nederlands-Indië gestuurd vanwege de daar woedende onafhankelijkheidsstrijd. Toen alle mannen na het tropenavontuur weer veilig thuis waren legde men uit dankbaarheid daarvoor een elektrische lichtkrans rond het Mariabeeld aan. Het parochiebestuur beloofde dat de verlichting 'eeuwigdurend' zou zijn. Daarna verminderde de belangstelling voor de Lourdesgrot en in 1962 werd de laatste processie gehouden. Het bouwwerk takelde af. In 1973 bleek de bouwvalligheid door roestend betonijzer zo groot dat afbraak onontkoombaar was. De Luttenbergse gelovigen kwamen weer in actie en in 1975 kon het vertrouwde Mariabeeld in een geheel nieuw opgetrokken degelijke replica van de betonnen grot worden geplaatst.

## Honderdjarig bestaan
Anno 2016 is de grot middenin het dorp meer een enigszins opzienbarende toeristische bezienswaardigheid dan een plaats van devotie. Een plaquette getuigt nog van de dankbaarheid voor de behouden terugkeer van de twintig soldaten. In 2015 is, met een Heilige Mis en een tentoonstelling, het honderdjarig bestaan van het in 1999 tot rijksmonument verklaarde religieuze bouwwerk gevierd.